# مشية دافعة
المشية الدافعة (بالإنجليزية: Propulsive gait)‏ هي شكل من أشكال تشوه المشية، وتُظهِر تيبس وانحناء في الرأس والرقبة.

## حالات مرتبطة مع المشية الدافعة
- تسمم بأحادي أكسيد الكربون
- مرض باركنسون[3]
- تسمم بالمنغنيز